# Berchères-Saint-Germain
Berchères-Saint-Germain – miejscowość i gmina we Francji, w Regionie Centralnym, w departamencie Eure-et-Loir.
Według danych na rok 1990 gminę zamieszkiwały 594 osoby, a gęstość zaludnienia wynosiła 21 osób/km² (wśród 1842 gmin Regionu Centralnego Berchères-Saint-Germain plasuje się na 609. miejscu pod względem liczby ludności, natomiast pod względem powierzchni na miejscu 384.).